# Missio cum cura animarum
Missio cum cura animarum (dt. Mission mit Seelsorge) ist ein Begriff aus dem katholischen Kirchenrecht für eine bestimmte Organisationsform von Gemeinden, die nicht den Status einer Pfarrei haben. Zumeist handelt es sich um Gemeinden für Sprachminderheiten. Auch viele deutschsprachige katholische Gemeinden in den überwiegend protestantischen Gebieten Norddeutschlands entstanden in dieser Rechtsform.
Voraussetzung für die Errichtung einer solchen Mission, die dem zuständigen Ortsbischof obliegt, ist eine ausreichende Zahl von Katholiken einer Sprache, die so zur Bildung einer Gemeinde fähig sind. Die Leitung hat stets ein Priester, der aber kein Pfarrer sein muss. Der Bischof legt fest, für welches Gebiet die Missionsgemeinde zuständig ist. Die Gemeinde kann den Namen eines Heiligen tragen.
Im deutschen Sprachraum wird zumeist auch die Wahl eines Pastoralrats als Mitbestimmungsgremium der Laien verlangt. In Deutschland sind die missiones cum cura animarum keine Körperschaften des öffentlichen Rechts. Ihre Belange werden gegenüber den staatlichen Behörden vom Bistum oder von einer anderen Pfarrei vertreten.
Nach dem Kirchenrecht kann derartigen Gemeinden gemäß 516, § 1  CIC der Rechtsstatus der Quasipfarrei zugestanden werden. Sie haben ekklesiologisch den gleichen Rang in der Seelsorge wie eine kanonisch errichtete Pfarrei. Zu den Gemeinden für Katholiken anderer Muttersprache gehören jeweils die Gläubigen einer Sprachgruppe, die im Gebiet dieser Gemeinde ihren Wohnsitz oder in Ermangelung eines solchen ihren gewöhnlichen Aufenthalt  haben. Zweck und Dauer des Aufenthaltes spielen keine Rolle. Anders als bei der Zugehörigkeit zu einer Personalpfarrei bleibt der Gläubige aber weiterhin Mitglied seiner Heimatpfarrei.
Der Seelsorger einer Missionsgemeinde ist in seinen Rechten und Pflichten den Pfarrern der Diözese gleichgestellt. So hat er zum Beispiel die Führung der Kirchenbücher zu besorgen. Die Gemeinde muss dauerhafte Verträge über die Nutzung von Räumlichkeiten, die für die Gottesdienste geeignet und für ihre Verwaltung notwendig sind, abschließen.

## Weblink
- Bischöfliches Ordinariat der Diözese Rottenburg-Stuttgart (Hrsg.): Richtlinien für die Pastoral mit Katholiken anderer Muttersprache in den Seelsorgeeinheiten der Diözese Rottenburg-Stuttgart. Stuttgart 2003 (PDF; 338 kB)